# 日鳐属
日鳐属（学名：Heliobatis）也称作环棘鱼属，是魟科下的一个已灭绝的属。目前该属仅含一个物种弧线日鳐（Heliobatis radians）。
日鳐属主要在早始新世华沙溪阶（Wasatchian）化石湖沉积物中被发现。化石湖是位于怀俄明州西南部的绿河组的一部分。弧线日鳐是在绿河组地层中发现的仅有的两种已知鳐鱼之一，另一个物种马洛尼星魟（Asterotrygon maloneyi）直到2004年才被确认并描述。

## 下属物种
本属包括以下物种：
- 弧线日鳐 Heliobatis radians Marsh, 1877（模式种）[1]

## 研究史与分类
该属是通过一个不完整的正模标本（编号YPM 528）描述的，该标本目前保存在美国康涅狄格州纽黑文皮博迪自然历史博物馆中。该标本采集于化石湖的露头处，呈现了该鱼的背面视图。发表过多篇论文的美国古生物学家奥塞内尔·查利斯·马什首先对其进行了研究。他在1877年的《美国科学杂志》上发表了简短的文字描述。两年后，马什的竞争对手爱德华·德林克·科普发表了对一件射线日鳐标本的描述，并将其命名为Xiphotrygon acutidens。尽管科普的描述更为完整，并附带了一幅他所用标本的插图，但弧线日鳐这个更早的名字为有效名。1947年，亨利·威德·福勒（Henry Weed Fowler）发表了一篇非常简短的描述，他根据一份被部分修复的自然科学院标本（编号ANSP 89344）描述了名为为Palaedasybatis discus的鳐鱼物种。该标本后来丢失，其身体比日鳐属更圆或呈盘状。根据福勒选用的正模标本的插图，该属被认为是日鳐属的异名，其特征中更圆润的外观是马什的正模标本被复原后的形态。

## 词源学
属名Heliobatis中，"Helio"是"Helios"的派生词，意为“太阳”，"Batis"意为“魟鱼”或“鳐鱼”。马什的描述中没有提到种加名"radians"的派生词。

## 描述
日鳐属的长度在8到90厘米（3.1到35.4英寸）之间，平均在30到40厘米（12到16英寸）之间。与现代魟科一样，日鳐属具有两性异形性，雄性拥有鳍脚。弧线日鳐的尾巴上有多达三个经过修饰的皮质鳞突，它们构成了尾刺，但多数弧线日鳐尾部的皮质鳞突的数量不到三个。该属被认为在习性上属于底栖生物。类似于现代鳐属，弧线日鳐的牙齿很小，间隔很近，牙齿呈三角形，形状上适合捕食小鱼、甲壳类动物和软体动物。在化石湖的同一地点，弧线日鳐的化石特别丰富，只有这里发现了绿河组的螯虾类Procambarus primaevus和对虾类Bechleja rostrata。日鳐属有一条非常细长的长尾，其通常没有尖端，沿背中线方向有一排小刺，尾巴占据了总体长的一半。